# Pterichis leucoptera
Pterichis leucoptera är en orkidéart som beskrevs av Rudolf Schlechter. Pterichis leucoptera ingår i släktet Pterichis och familjen orkidéer. Inga underarter finns listade i Catalogue of Life.